# كاميرون ويلسون
كاميرون هاري ويلسون (بالإنجليزية: Cameron Harry Wilson)‏ (مواليد 1 ديسمبر 2002) هو لاعب كرة قدم إنجليزي محترف يلعب كلاعب خط وسط مهاجم أو كجناح أيمن لنادي سكونثورب يونايتد.